# القنية (إدلب)
القنية (بالسريانية: ܩܢܙܐ) قرية سورية تتبع ناحية الجانودية في منطقة جسر الشغور في محافظة إدلب. بلغ عدد سكانها 587 نسمة في عام 2004 حسب إحصاء المكتب المركزي للإحصاء.
تقع شمال مدينة جسر الشغور (الواقعة على طريق حلب - اللاذقية) بـ14 كم، تعتنق نسبة كبيرة من سكانها الديانة المسيحية. كما أنها تقع على طريق (أنطاكية - أفاميا - تدمر) القديم المسمى طريق الحرير والذي كانت تعبره القوافل التجارية بين أوروبا وآسيا
تعد القرية الثانية في محافظة إدلب على مستوى السياحة بعد بلدة البارة مُباشرة، وتدل الآثار فيها على أن تاريخها يَعود إلى القرنين الرابع والخامس الميلاديين.

## التسمية
يخمن أن كلمة القنية كلمة سريانية قديمة بمعنى «المملكة»، أو ترجع لمعنى آخر وهو «المال» و«الثروة». تتميز قرية القنية بالتخطيط الهندسي المميز للقرية، وبساحتها وكنيستها والحجر الأبيض المرصوفة به. كما تُشتهر القنية بزراعة الزيتون والتين والعنب.

## وصلات خارجية
- موقع قرية القنية على الأنترنت.
- موقع إدلب: القنية... قرية نموذجية.